# Самарская улица (Москва)
Сама́рская у́лица — небольшая улица в центре Москвы в Мещанском районе Центрального административного округа между Олимпийским проспектом и улицей Щепкина.

## Происхождение названия
Улица была образована в 1979 году из части бывшего Самарского переулка и нового проезда. Переулок получил название в XIX веке по находившимся в нём Самарским баням. До начала XX века он назывался Салтыковский — по соседним владениям графа В. Ф. Салтыкова (имение было выкуплено императирицей Екатериной II, ныне на его месте Екатерининский парк, ранее сад ЦДСА, и Центральный дом Российской армии). Ещё раньше переулок был известен как Божедомская улица и Самарская улица, по названию тех же Самарских бань, находившихся на этом месте с начала XVIII века.

## Расположение
Самарская улица начинается как продолжение Капельского переулка от улицы Щепкина, проходит на запад, налево находится бассейн спортивного комплекса «Олимпийский», направо от неё отходит Орловский переулок. Выходит на Олимпийский проспект, на пересечении с которым находится отель «Ренессанс».